# Pływanie na Letnich Igrzyskach Olimpijskich 2008 – 200 m stylem grzbietowym mężczyzn
200 m stylem grzbietowym mężczyzn – jedna z konkurencji pływackich, które odbyły się podczas XXIX Igrzysk Olimpijskich. Eliminacje miały miejsce 13 sierpnia, półfinał i dogrywka (swim-off) 14 sierpnia, a finał konkurencji 15 sierpnia. Wszystkie etapy konkurencji przeprowadzone zostały na Pływalni Olimpijskiej w Pekinie.
Złoty medal olimpijski zdobył Amerykanin Ryan Lochte, który w finale poprawił swój rekord świata i jako pierwszy pływak w historii przepłynął stylem grzbietowym dystans 200 m poniżej 1:54 min, uzyskując czas 1:53,94. Srebro wywalczył mistrz olimpijski sprzed czterech lat, Aaron Peirsol także reprezentujący Stany Zjednoczone, który trzy dni wcześniej został mistrzem olimpijskim w konkurencji 100 m stylem grzbietowym. Brązowy medal otrzymał Rosjanin Arkadij Wiatczanin, który w finale ustanowił nowy rekord Europy (1:54,93). 

## Terminarz
Wszystkie godziny podane są w czasie chińskim (UTC+08:00) oraz polskim (CEST).
| Data             | Godzina rozpoczęcia | Godzina rozpoczęcia |            |
| Data             | UTC+08:00           | CEST                |            |
| ---------------- | ------------------- | ------------------- | ---------- |
| 13 sierpnia 2008 | 18:54               | 12:54               | Eliminacje |
| 14 sierpnia 2008 | 10:21               | 04:21               | Półfinały  |
| 14 sierpnia 2008 | 12:07               | 06:07               | Dogrywka   |
| 15 sierpnia 2008 | 10:19               | 04:19               | Finał      |

## Rekordy
Przed zawodami rekord świata i rekord olimpijski wyglądały następująco:
| Rekord            | Zawodnik                  | Czas    | Miejsce         | Data                       |
| ----------------- | ------------------------- | ------- | --------------- | -------------------------- |
| Rekord świata     | Ryan Lochte Aaron Peirsol | 1:54,32 | Melbourne Omaha | 30 marca 2007 4 lipca 2008 |
| Rekord olimpijski | Aaron Peirsol             | 1:54,95 | Ateny           | 19 sierpnia 2004           |

W trakcie zawodów ustanowiono następujące rekordy:
| Data        | Etap konkurencji | Zawodnik    | Czas    | Rekord |
| ----------- | ---------------- | ----------- | ------- | ------ |
| 15 sierpnia | finał            | Ryan Lochte | 1:53,94 | ,      |

## Wyniki

### Eliminacje
| Miejsce | Wyścig | Tor | Zawodnik                | Państwo           | Czas      | Uwagi |
| ------- | ------ | --- | ----------------------- | ----------------- | --------- | ----- |
| 1.      | 6      | 4   | Ryan Lochte             | Stany Zjednoczone | 1:56,29   | Q     |
| 2.      | 5      | 4   | Aaron Peirsol           | Stany Zjednoczone | 1:56,35   | Q     |
| 3.      | 4      | 4   | Markus Rogan            | Austria           | 1:56,64   | Q     |
| 4.      | 5      | 5   | Arkadij Wiatczanin      | Rosja             | 1:56,97   | Q     |
| 5.      | 6      | 5   | Gregor Tait             | Wielka Brytania   | 1:57,03   | Q     |
| 6.      | 4      | 5   | Hayden Stoeckel         | Australia         | 1:57,15   | Q     |
| 7.      | 5      | 3   | Ryosuke Irie            | Japonia           | 1:57,68   | Q     |
| 8.      | 6      | 7   | Gordan Kožulj           | Chorwacja         | 1:57,81   | Q     |
| 9.      | 6      | 3   | Ashley Delaney          | Australia         | 1:57,87   | Q     |
| 10.     | 4      | 3   | Răzvan Florea           | Rumunia           | 1:57,97   | Q     |
| 11.     | 5      | 6   | Helge Meeuw             | Niemcy            | 1:58,42   | Q     |
| 12.     | 4      | 2   | Damiano Lestingi        | Włochy            | 1:58,53   | Q     |
| 13.     | 3      | 7   | George Du Rand          | Południowa Afryka | 1:58,62   | Q,    |
| 14.     | 6      | 6   | Stanisław Doniec        | Rosja             | 1:58,68   | Q     |
| 15.     | 6      | 8   | Keith Beavers           | Kanada            | 1:58,84   | Q     |
| 16.     | 3      | 4   | Tobias Oriwol           | Kanada            | 1:58,94   | Q     |
| 17.     | 5      | 2   | Pierre Roger            | Francja           | 1:59,01   |       |
| 18.     | 3      | 1   | Omar Pinzón             | Kolumbia          | 1:59,11   |       |
| 19.     | 4      | 1   | Sebastian Stoss         | Austria           | 1:59,44   |       |
| 19.     | 6      | 1   | Roland Rudolf           | Węgry             | 1:59,44   |       |
| 21.     | 4      | 6   | Takashi Nakano          | Japonia           | 1:59,59   |       |
| 22.     | 3      | 6   | Derya Büyükuncu         | Turcja            | 1:59,86   |       |
| 23.     | 5      | 8   | Lucas Salatta           | Brazylia          | 1:59,91   |       |
| 24.     | 5      | 1   | Nick Driebergen         | Holandia          | 2:00,24   |       |
| 25.     | 5      | 7   | Mattia Aversa           | Włochy            | 2:00,25   |       |
| 26.     | 3      | 8   | Kim Ji-heun             | Korea Południowa  | 2:00,72   |       |
| 27.     | 2      | 5   | Itai Chammah            | Izrael            | 2:00,93   |       |
| 28.     | 3      | 2   | Pedro Oliveira          | Portugalia        | 2:01,08   |       |
| 29.     | 1      | 4   | Brett Fraser            | Kajmany           | 2:01,17   |       |
| 30.     | 2      | 1   | Pedro Medel             | Kuba              | 2:01,32   |       |
| 31.     | 4      | 7   | Gábor Balog             | Węgry             | 2:01,42   |       |
| 32.     | 3      | 3   | Jonathan Massacand      | Szwajcaria        | 2:01,80   |       |
| 33.     | 1      | 5   | Oleg Rabota             | Kazachstan        | 2:01,95   |       |
| 34.     | 4      | 8   | Simon Dufour            | Francja           | 2:02,00   |       |
| 35.     | 3      | 5   | Dimitrios Chasiotis     | Grecja            | 2:02,30   |       |
| 36.     | 2      | 2   | Květoslav Svoboda       | Czechy            | 2:03,12   |       |
| 37.     | 2      | 4   | Deng Jian               | Chiny             | 2:03,34   |       |
| 38.     | 1      | 3   | Sergey Pankov           | Uzbekistan        | 2:03,51   |       |
| 39.     | 2      | 6   | Oleksandr Isakov        | Ukraina           | 2:03,59   |       |
| 40.     | 2      | 3   | Andres Olvik            | Estonia           | 2:03,66   |       |
| 41. !   | 2      | 7   | Simon Sjödin            | Szwecja           | 9:99,99 ! | DNS   |
| 41. !   | 6      | 2   | Aschwin Wildeboer Faber | Hiszpania         | 9:99,99 ! | DNS   |

### Półfinały

#### Półfinał 1
| Miejsce | Tor | Zawodnik           | Państwo           | Czas    | Uwagi |
| ------- | --- | ------------------ | ----------------- | ------- | ----- |
| 1.      | 4   | Aaron Peirsol      | Stany Zjednoczone | 1:55,26 | Q     |
| 2.      | 2   | Răzvan Florea      | Rumunia           | 1:56,45 | Q,    |
| 3.      | 3   | Hayden Stoeckel    | Australia         | 1:56,73 | Q,    |
| 4.      | 5   | Arkadij Wiatczanin | Rosja             | 1:56,85 | QSO   |
| 5.      | 7   | Damiano Lestingi   | Włochy            | 1:58,25 |       |
| 6.      | 6   | Gordan Kožulj      | Chorwacja         | 1:59,22 |       |
| 7.      | 8   | Tobias Oriwol      | Kanada            | 1:59,50 |       |
| 8.      | 1   | Stanisław Doniec   | Rosja             | 1:59,87 |       |

#### Półfinał 2
| Miejsce | Tor | Zawodnik       | Państwo           | Czas    | Uwagi |
| ------- | --- | -------------- | ----------------- | ------- | ----- |
| 1.      | 4   | Ryan Lochte    | Stany Zjednoczone | 1:55,40 | Q     |
| 2.      | 5   | Markus Rogan   | Austria           | 1:56,34 | Q     |
| 3.      | 6   | Ryosuke Irie   | Japonia           | 1:56,35 | Q     |
| 4.      | 3   | Gregor Tait    | Wielka Brytania   | 1:56,72 | Q     |
| 5.      | 7   | Helge Meeuw    | Niemcy            | 1:56,85 | QSO   |
| 6.      | 2   | Ashley Delaney | Australia         | 1:57,73 |       |
| 7.      | 8   | Keith Beavers  | Kanada            | 1:58,50 |       |
| 8.      | 1   | George Du Rand | Południowa Afryka | 1:58,61 | AF    |

#### Dogrywka (swim-off)
| Miejsce | Tor | Zawodnik           | Państwo | Czas    | Uwagi |
| ------- | --- | ------------------ | ------- | ------- | ----- |
| 1.      | 4   | Arkadij Wiatczanin | Rosja   | 1:57,75 | Q     |
| 2.      | 5   | Helge Meeuw        | Niemcy  | 2:00,97 |       |

### Finał
| Miejsce | Tor | Zawodnik           | Państwo           | Czas    | Uwagi |
| ------- | --- | ------------------ | ----------------- | ------- | ----- |
| 1. !    | 5   | Ryan Lochte        | Stany Zjednoczone | 1:53,94 | ,     |
| 2. !    | 4   | Aaron Peirsol      | Stany Zjednoczone | 1:54,33 |       |
| 3. !    | 8   | Arkadij Wiatczanin | Rosja             | 1:54,93 | ER    |
| 4.      | 3   | Markus Rogan       | Austria           | 1:55,49 | NR    |
| 5.      | 6   | Ryosuke Irie       | Japonia           | 1:55,72 |       |
| 6.      | 1   | Hayden Stoeckel    | Australia         | 1:56,39 | OC    |
| 7.      | 2   | Răzvan Florea      | Rumunia           | 1:56,52 |       |
| 8.      | 7   | Gregor Tait        | Wielka Brytania   | 1:57,00 |       |